# Stazione di Abiko
La stazione di Abiko (我孫子駅?, Abiko-eki) è una stazione ferroviaria di Abiko, città della prefettura di Chiba e servita dalle linee Jōban locale e rapida della JR East, e dalla linea Tōbu Noda delle Ferrovie Tōbu.

## Linee
- JR East
  - ■ Linea Jōban (locale)
  - ■ Linea Jōban Rapida
  - ■ Linea Narita

## Struttura
La stazione è dotata di tre banchine centrali a isola e una banchina laterale con un totale di sette binari.
| 1-2   | ■ Linea Jōban Rapida   | per Tennōdai, Toride, Tsuchiura, Mito e Iwaki                        |
| 2-4   | ■ Linea Narita         | per Kohoku, Kioroshi e Narita                                        |
| 2-4-5 | ■ Linea Jōban Rapida   | per Matsudo, Kita-Senju, Nippori e Ueno                              |
| 6-7   | ■ Linea Jōban (locale) | per Tennōdai e Toride                                                |
| 6-7-8 | ■ Linea Jōban (locale) | per Kashiwa, Shin-Matsudo, Kita-Senju, Nishi-Nippori e Yoyogi-Uehara |

## Stazioni adiacenti
| «                                         | Servizio             | »                    |
| Linea Jōban - Rapida                      | Linea Jōban - Rapida | Linea Jōban - Rapida |
| ----------------------------------------- | -------------------- | -------------------- |
| Kashiwa                                   | Rapido               | Tennōdai             |
| Il Rapido speciale non ferma              |                      |                      |
| Linea Jōban - Locale                      |                      |                      |
| Kita-Kashiwa                              | Locale               | Tennōdai             |
| Linea Narita                              |                      |                      |
| Alcuni diretti sulla linea Jōban per Ueno |                      |                      |
| Kashiwa                                   | Locale               | Higashi-Abiko        |